# Pranav Kumar
Pranav Kumar (* 31. August 1999 in Boston, Massachusetts) ist ein US-amerikanischer Tennisspieler.

## Karriere
Kumar spielte nicht auf der ITF Junior Tour. Von 2017 bis 2020 studierte er an der Texas A&M University computer science. Anschließend wechselte er für den 2022 beginnenden Master an die Southern Methodist University. Während dieser Zeit spielte er College Tennis. Neben dem Studium spielte er 2022 wenige Profiturniere. Im Doppel gewann er das vierte Turnier der ITF Future Tour, das er spielte, wodurch er bis Platz 1186 in der Weltrangliste stieg. Im Einzel konnte er sich ebenfalls durch einen erspielte Punkt platzieren.
Anfang 2023 erhielt er von den Turnierverantwortlichen des ATP-Tour-Events von Dallas eine Wildcard für die Doppelkonkurrenz. Zusammen mit Adam Neff unterlag er der serbischen Paarung Ivan und Matej Sabanov.